# Oliarus garambaensis
Oliarus garambaensis är en insektsart som beskrevs av Synave 1960. Oliarus garambaensis ingår i släktet Oliarus och familjen kilstritar. Inga underarter finns listade i Catalogue of Life.